# 2793 Valdaj
2793 Valdaj је астероид главног астероидног појаса. Приближан пречник астероида је 27,73 ,
а средња удаљеност астероида од Сунца износи 3,161 астрономских јединица (АЈ).
Инклинација (нагиб) орбите у односу на раван еклиптике је 22,157 степени, а орбитални период износи 2053,260 дана (5,621 година). Ексцентрицитет орбите астероида износи 0,034.
Апсолутна магнитуда астероида износи 10,80 а геометријски албедо 0,110.
Астероид је откривен 19. августа 1977. године.